# Sterne über uns
Sterne über uns ist ein deutscher Spielfilm von Christina Ebelt aus dem Jahr 2019. Die Hauptrollen spielen Franziska Hartmann und Claudio Magno. Das Filmdrama, das am 30. Juni 2019 auf dem Filmfest München uraufgeführt wurde und am 14. November 2019 in den deutschen Kinos startete, handelt vom Alltag einer alleinerziehenden Mutter, die versucht Wohnungssuche, Probezeit in einem neuen Job und die Erziehung ihres Sohnes unter einen Hut zu bringen und sich immer wieder aufs Neue mit Herausforderungen konfrontiert sieht.

## Handlung
Die alleinerziehende Mellanie Schneider hat aufgrund von Mietrückständen ihre Wohnung verloren. Das stellt eine besondere Herausforderung dar, denn sie befindet sich gerade in der Probezeit für eine Anstellung als Flugbegleiterin. Da sie auf die Schnelle keine passende Alternative findet und auch die Kölner Notunterkunft keine Option darstellt, zieht sie mit ihrem neunjährigen Sohn Ben in ein Zelt im Wald. Mellanie bemüht sich nicht nur privat, sondern auch über das Wohnungsamt und anderen Behörden schnell eine neue Wohnung zu finden, aber überall wird sie nur vertröstet und aufgrund eines Schufa-Eintrags halten sich private Vermieter zurück. Dabei drängt die Zeit, weil Mellanie in Kürze beruflich einige Tage unterwegs sein wird. Sie telefoniert all ihre Freunde ab, ob sie ihren Sohn Ben solange zu sich nehmen können, bekommt aber überall nur Absagen.
Um auf der Arbeit immer korrekt und modern gekleidet zu erscheinen, greift Melanie zu einem Trick, sie kauft neue Sachen, trägt sie kurze Zeit und gibt sie dann im Geschäft zurück. Dabei achtet sie darauf, dass die Etiketten an den Kleidungsstücken verbleiben und es so keine Beanstandungen gibt. Sie leiht sich Geld von einem Kollegen. Ben leidet unter der Situation der Wohnungslosigkeit, denn er darf niemandem davon erzählen oder gar Freunde zu sich einladen. Mellanie ist ebenso zurückhaltend neue Freundschaften einzugehen, damit ihr Problem nicht auffällt. Als Ben sich an einem Tag einmal nicht gut fühlt und kränkelt, findet Mellanie keinen rechten Ausweg. Sie besucht daraufhin ihre demente Mutter im Pflegeheim, wodurch sie sich mit ihrem Sohn einige Zeit im Warmen aufhalten kann. Dank einer netten Krankenschwester können Mutter und Sohn auch dort übernachten.
Bens Lehrer findet Gefallen an Mellanie und beide verabreden sich für eine Nacht. Mellanie kommt das gelegen, denn sie muss sich mit Martin Lauenstein gut stellen, da das Jugendamt bereits auf sie und ihre Wohnungslosigkeit aufmerksam geworden ist und sich demnächst auch in der Schule nach Bens Befinden erkundigen will. Wenn sich keine Lösung findet, würde dies bedeuten, dass Ben in Obhut genommen würde, weil man das Kindeswohl gefährdet sieht. Das will Mellanie aber um jeden Preis verhindern und erfindet immer neue Ausreden. Doch wird die Situation zunehmend schwieriger, da Mellanie Ben letztens nicht nur einen ganzen Tag allein lassen musste, sondern er sogar nachts allein im Wald bleiben musste, weil sich ihr Rückflug von Paris verzögert hatte. Mellanie macht sich Vorwürfe und spielt mit dem Gedanken, ihren Sohn doch lieber in einer Pflegefamilie unterzubringen, bis ihr Wohnproblem gelöst ist und sie wieder eine richtige kleine Familie sein können. Ben ist darüber gar nicht glücklich und will lieber bei seiner Mutter bleiben. Schweren Herzens verabschiedet Mellanie ihren Sohn und verspricht ihm, dass die Trennung nur für eine ganz kurze Zeit sein müsse. Aber schon am nächsten Tag läuft Ben von der Schule weg. Als Mellanie die Nachricht davon erhält, weiß sie sofort, wo sie ihr Kind suchen muss, und findet Ben dann auch im Wald, wo ihr Zelt steht. Glücklich fallen sich beide in die Arme.
Der Ausgang des Films bleibt offen.

## Produktion
Sterne über uns wurde 2018 in und um Köln gedreht und von 2Pilots Filmproduction, Das kleine Fernsehspiel und Arte produziert. Der Film ist ursprünglich fürs Kino entstanden, dort aber nicht nennenswert ausgewertet worden. Kinostart war am 14. November 2019, die Erstausstrahlung im Fernsehen erfolgte am 17. Januar 2020.

## Rezeption

### Einschaltquote
Die Erstausstrahlung von Sterne über uns im ZDF wurde in Deutschland von 3,94 Millionen Zuschauern gesehen und erreichte somit einen Marktanteil von 12,9 Prozent.

### Kritik
Thomas Gehringer nahm sich des Films bei tittelbach.tv an und schrieb: „‚Sterne über uns‘, das Spielfilmdebüt von Christina Ebelt, erzählt die Odyssee einer alleinerziehenden Mutter, herausragend verkörpert von Franziska Hartmann. Wie den Alltag mit Kind bewältigen, wenn man plötzlich obdachlos ist? Wie mit der Scham und der Verzweiflung umgehen? Der Film passt in die aktuelle Debatte über die Wohnungsnot in den Großstädten, ist aber weder Sozialdrama noch ‚Themenfilm‘. Auch wenn manches Detail unwahrscheinlich erscheint: Ebelt zeichnet das bewegende Porträt einer Frau, die mit beeindruckender Willensstärke um ihr Glück und das Wohl ihres Kindes kämpft. Sie verzichtet dabei auf eine glatt polierte Handlung, in der scheinbar alle Fragen beantwortet werden. Dafür erzeugt die ruhige, unspektakuläre Inszenierung eine große Nähe zu den Protagonisten.“
Bei Prisma.de meinte Jasmin Herzog: „Dank einer mitreißenden Inszenierung abseits jeglicher Sozialklischees und einer herausragenden Franziska Hartmann darf man das vom ‚Kleinen Fernsehspiel‘ beim ZDF mitgeförderte Drama problemlos als ein Highlight deutschen Film- und Fernsehschaffens im letzten Jahr bezeichnen.“
Bei der Frankfurter Rundschau wertete Tilmann P. Gangloff: „Ebelt und ihre Koautorin Franziska Krentzien haben die Handlung betont episodisch konzipiert, was dem Film einen dokumentarischen Anstrich gibt. Im Grunde hat er nicht mal Anfang oder Ende. Auch die Vorgeschichte wird nicht ausdrücklich erzählt und ergibt sich aus Andeutungen.“ „Die ganz spezielle Wirkung dieses Dramas resultiert nicht zuletzt aus der Ausweglosigkeit seiner Hauptfigur.“
Falk Straub von TV Spielfilm lobte: „Dass Christina Ebelts Langfilmdebüt als Regisseurin dennoch so prima funktioniert, liegt zum einen am Drehbuch, das sie gemeinsam mit Co-Autorin Franziska Krentzien geschrieben hat. Die zwei werfen das Publikum völlig unvermittelt ins Geschehen. Melli und Ben bahnen sich ihren Weg über Feld, Wald und Wiesen zur nächsten S-Bahn-Haltestelle. Die Farben leuchten. Die Kamera ist ihnen mal voraus, mal dicht auf den Fersen. [...] ‚Sterne über uns‘ gehört ganz seinen zwei Hauptdarstellern, dem stillen und ungemein natürlich agierenden Claudio Magno, in erster Linie aber Franziska Hartmann, die mit einer aufopfernden Darbietung das ganze Gewicht dieses Dramas stemmt.“

### Preise & Auszeichnungen
- 2020: Franziska Hartmann nominiert für den Deutschen Schauspielpreis in der Kategorie Schauspielerin in einer Hauptrolle[8]
- 2020: Auszeichnung der Deutschen Akademie für Fernsehen (DAfF) für Franziska Hartmann in der Kategorie Schauspielerin – Hauptrolle[9]
- 2020: Auszeichnung auf dem Fernsehfilmfestival Baden-Baden in der Kategorie Fernsehfilmpreis der Akademie d. Darstellenden Künste für Christina Ebelt[10]
- 2020: Auszeichnung auf dem Fernsehfilmfestival Baden-Baden in der Kategorie Preis der Studierenden 2020[11]
- 2020: SI STAR Förderpreis für Regisseurin Christina Ebelt[12]